# District de Cát Tiên
Cát Tiên est un district rural de la province de Lâm Đồng dans la région des hauts plateaux des montagnes centrales du Vietnam.

## Présentation
Le district a une superficie de 428 km². 
Le chef-lieu du district est Cát Tiên.